# Fred Wesley

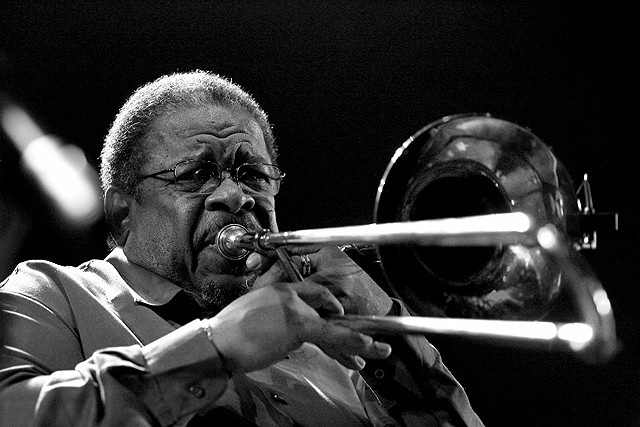
Fred Wesley uppträdandes, 2007.

Fred Wesley, född den 4 juli 1943 i Columbus, Texas, USA, är en amerikansk jazz-, soul- och funktrombonist, känd för sina framträdanden med James Brown under 1960- och 70-talet, samt därefter ofta tillsammans med saxofonisten Maceo Parker.

## Diskografi, i urval

### Med James Brown[1]
- 1969 Say It Loud, I'm Black and I'm Proud
- 1970 Sex Machine
- 1971 Hot Pants
- 1971 Revolution of the Mind
- 1972 There It Is
- 1972 Get on the Good Foot
- 1973 Black Caesar
- 1973 Slaughter's Big Rip-Off
- 1974 Payback
- 1974 Hell
- 1975 Reality

### Andra
- 1988 To Someone
- 1991 Comme Ci Comme Ca
- 1994 Amalgamation
- 1994 Swing and Be Funky
- 1999 Full Circle - From Be Bop to Hip-Hop
- 2002 Wuda Cuda Shuda
- 2009 Tweet tweet

## Filmografi, i urval
- 1994 - Maceo [2]